# Ophélie Bretnacher eltűnése

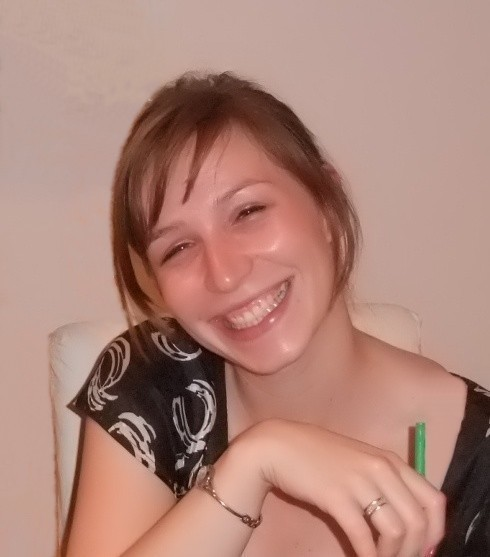
Ophélie Bretnacher

Ophélie Aurelia Bretnacher (Verdun, 1986. június 8. – Budapest, 2008. december 4.?) francia egyetemista lány volt, akinek 2008-ban történt eltűnése bűnügyi és diplomáciai bonyodalmakhoz vezetett Franciaország és Magyarország között.

## Eltűnése
A 22 éves Ophélie Bretnacher az Erasmus-program résztvevője volt a Budapesti Corvinus Egyetemen (BCE). 2008. december 4-én tűnt el Budapesten. Utoljára egy térfigyelő kamera felvételén volt látható, amint elhagyja a Dohány utcai „Portside of Cuba” nevű éjszakai klubot, ahol korábban egy társasággal italozott. Táskáját és mobiltelefonját a Lánchídon találta meg két olasz fiatalember, akik azt nem a rendőrségre, hanem a lány barátaihoz vitték. Ezután nem sokkal főbérlője tett bejelentést a rendőrségen.
Barátai és családja többféleképpen próbált rátalálni, és hivatalos felhívást tettek közzé mind Magyarországon, mind Franciaországban.

## Politikai és diplomáciai következmények

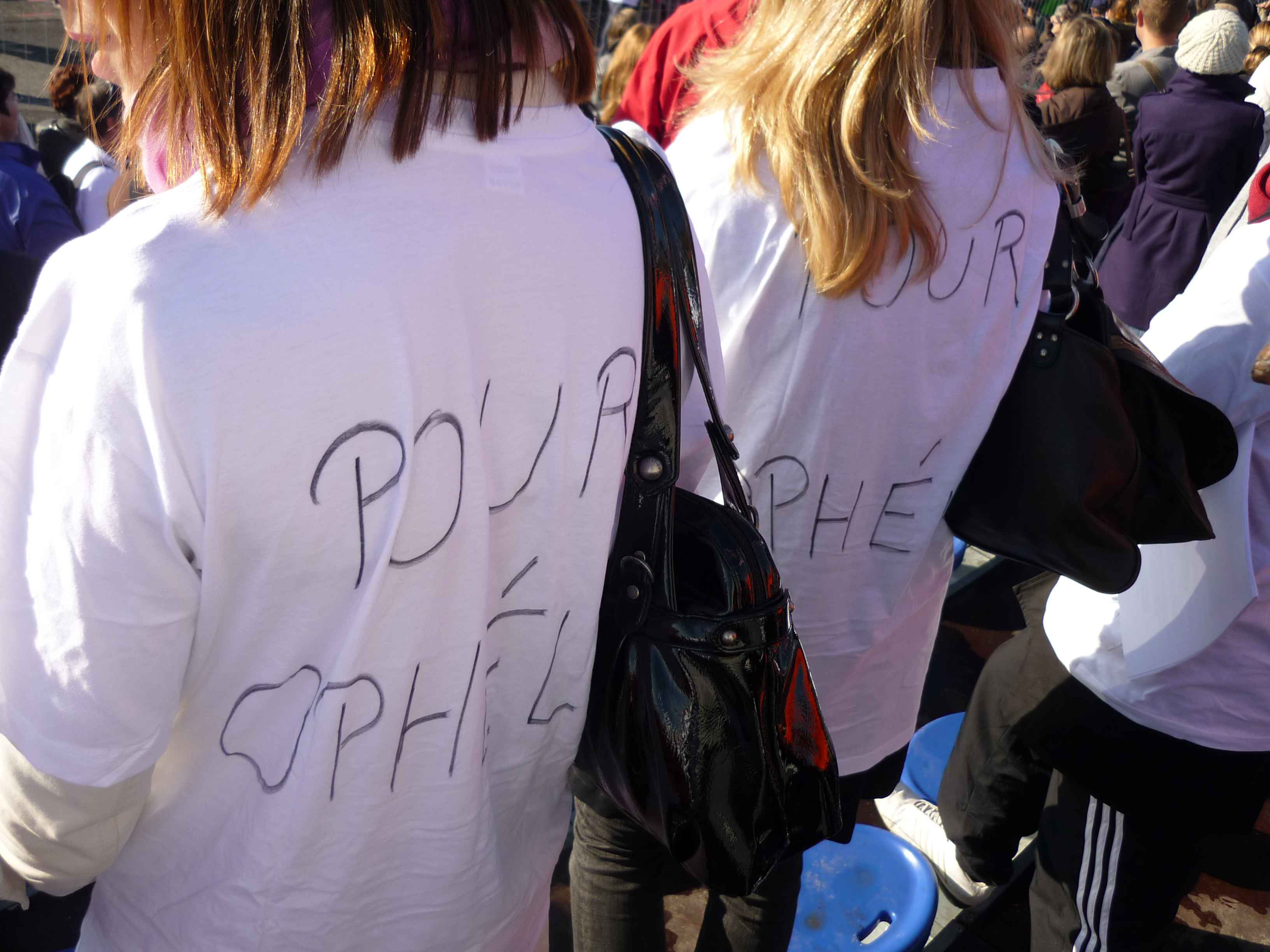
10 kilométeres félmaraton

A francia elnök egy online írásbeli nyilatkozatot küldött, amit tízezren írtak alá.
2009. január 11-én több száz ember menetelt Párizsban a francia állam közbelépéséért.
Catherine Vautrin, a francia Nemzetgyűlés alelnöke megemlékezett Ophélie eltűnéséről, és Franciaország beavatkozását kérte. Ezt követően francia nyomozók érkeztek Magyarországra. Nicolas Sarkozy a blogjában is foglalkozott Ophélie eltűnésével.
2009 októberéig Magyarország nem válaszolt Franciaország kéréseire az ügyben.
Az Európai Unió tagországai közötti jogi és bűnügyi együttműködést a 2009. december elsejétől hatályos lisszaboni szerződés és az Európai Unió Alapjogi Chartája szabályozza.

## A nyomozás
Holttestét 2009. február 12-én találták meg a Dunában, a csepeli Mahart-kikötőraktár egyik öblében. A lány valószínűleg a Dunába fulladt. A rendőrség nem valószínűsített bűnügyet: balesetről vagy öngyilkosságról lehet szó. A lány korábban többször veszekedett szüleivel, több jel mutat arra, hogy depressziós volt. A gyilkosságot azonban nem lehet teljesen kizárni, mert vérömlenyt találtak a testen. A nyomozók nem találták meg a lány ujjlenyomatát sem a Lánchídon, sem más nyomát annak, hogy a hídról ugrott volna be a Dunába.
2009 júliusában Ophélie apja egy orvos-szakértői véleményre hivatkozva azt állította, hogy 10 óra eltérés van az eltűnés időpontja és a halál beállta között, vagyis lánya hajnali kettőtől délig ismeretlen helyen tartózkodott.
Annak ellenére, hogy a francia nyomozók kétszer is Magyarországon jártak, a nyomozás egy éven át nem haladt előre. Egy évvel később barátai új keresést indítottak, hogy megoldják ezt az ügyet a második évben.
2010 februárjában családja új felhívást tett közzé a gyilkos kinyomozására. A család jogi képviseletét William Bourdon látta el.
2010 márciusában Párizsban törvényszéki vizsgálat indult emberrablás, fogvatartás és gyilkosság gyanújával.
Ezután a lány barátja keveredett gyanúba. 2010 augusztusában kiderült, hogy az olasz hatóságok nem találják a lány egykori olasz szerelmét, Pierre Paolót, és azt a két ugyancsak olasz férfit, akik megtalálták a táskáját. A barátot 2011 áprilisában sikerült kihallgatni, de elengedték, noha vallomása és a magyar szakértői vélemények között állítólag ellentmondások voltak. A táskát megtaláló két olaszt 2012 márciusában érte utol az olasz rendőrség. Kiderült, hogy nem igaz, hogy nem ismerték Pierre Paolót.
2014. április 8-án a magyar rendőrség megszüntette a nyomozást, „mivel a nyomozás adatai alapján nem állapítható meg bűncselekmény elkövetése és az eljárás folytatásától sem várható eredmény”.

## Külső hivatkozások
- Nagyobb együttműködést kérnek a francia és a magyar rendőrség között – AFP-tudósítás, 2009. november 1. (franciául)
- Ophélie Bretnacher halála – Konspirációs teóriák-blog, 2014. január 20.